# Таби

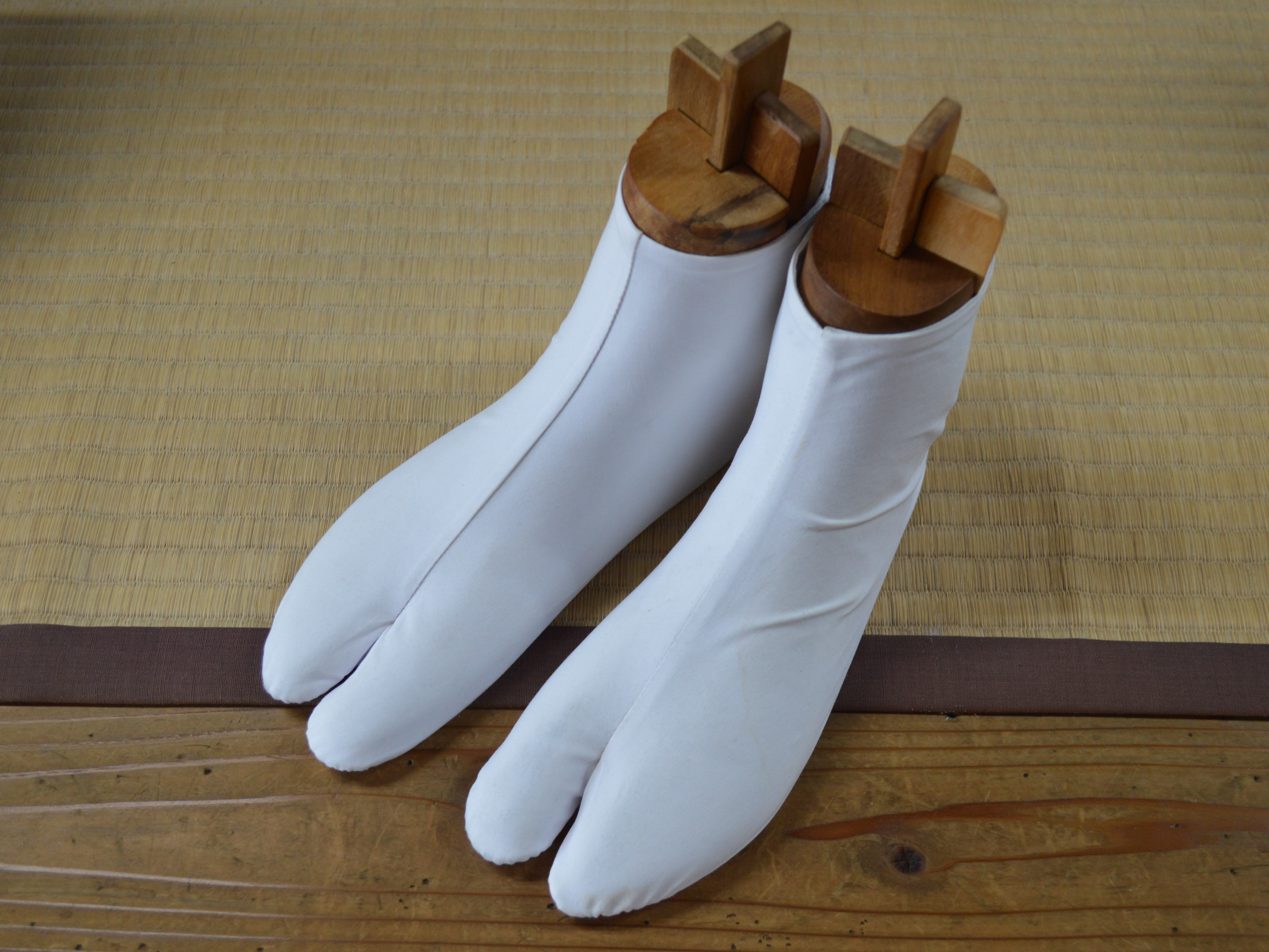
Классические белые таби

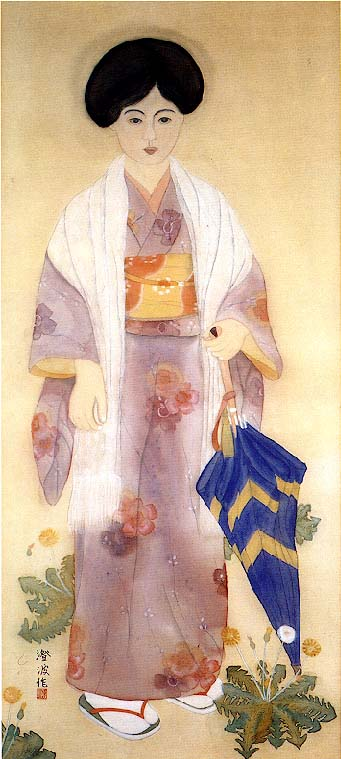
Девушка раннего периода Сёва в традиционной одежде и таби; видны красные ремешки, разделяющие большой палец и остальные.

Таби (яп. 足袋) — это традиционные японские носки высотой до щиколотки с отделённым большим пальцем. Их носят и мужчины, и женщины с дзори, гэта и другой традиционной обувью с ремешками. Таби также важны при ношении традиционной одежды — кимоно и других видов вафуку, в том числе и той, что носили самураи в средневековье. Наиболее распространённым цветом таби является белый. Белые таби надевают в официальной обстановке, например перед чайной церемонией. Мужчины во время путешествий иногда надевают чёрные или синие таби. В отличие от обычных носков, которые плотно прилегают к ногам за счёт эластичной структуры, таби скроены из отдельных кусков ткани и во время носки застёгиваются с задней стороны ноги.
Первые носки с раздельным пальцем появились в Китае и назывались «носки служанки» (丫头袜, ятоува). В те времена жители региона Цзяннань из-за влажного и дождливого климата часто носили деревянные сандалии с ремешком-разделителем в форме иероглифа «人» (человек), и эти носки специально создавались для их комфортного сочетания. Однако позже, с распространением традиции бинтования ног (缠足), носки ятоува постепенно исчезли из обихода в Китае.

## Дзика-таби
Строители, фермеры, садовники, рикши и другие рабочие часто используют такой вид таби, как дзика-таби (яп. 地下足袋 таби, соприкасающиеся с землёй). Такие таби изготавливаются из более тяжёлых, жёстких, и потому прочных материалов, а также часто имеют прорезиненную подошву; они выглядят как различной высоты ботинки и скорее напоминают уличную обувь, чем носки. Как и обычные таби, дзика-таби имеют отделённый большой палец, так что могут носиться со свободной ремешковой обувью. Сёдзиро Исибаси, основатель крупной компании по производству шин Bridgestone Corporation, приписывает эту инновацию себе.
Хотя постепенно и идёт замена подошвы на более жёсткую в некоторых отраслях промышленности, большинство рабочих всё же предпочитают дзика-таби с мягкой подошвой.[неопределённость] Они позволяют лучше чувствовать контакт с поверхностью и более удобны, чем обувь с более жёсткой подошвой: к примеру, люди, ходящие по балкам на стройплощадке, хотели бы знать, что у них под ногами, а также ремесленники — плотники и садоводы — могли бы использовать ноги, как если бы те были парой дополнительных рук — удерживать объекты на месте, например.
За пределами Японии дзика-таби доступны в интернет-магазинах и магазинах, специализирующихся на продукции для боевых искусств. Дзика-таби ценятся не только у людей, занимающихся восточными боевыми искусствами, но и у бегунов, скалолазов, а также для различных упражнений и повседневного ношения.

## Таби в современной моде
Мировую известность этому виду обуви принес бельгийский дизайнер Мартин Маржела - он переосмыслил традиционные дзика-таби, добавив к ним каблук. В 1988 новая модель обуви «таби бутс» с раздвоенным носком стала одной из жемчужин его первой весенне-летней коллекции и стала визитной карточкой коллекций Maison Margiela.   
Многие считают, что современные таби исключительно визитная карточка Маржелы, на самом деле подобную обувь выпускают и другие известные бренды. Так, Nike в 1996 году выпустили модель кроссовок с раздвоенным носом Air Rift. В 2012 году Prada выпустили босоножки с раздельным носком, напоминающие таби. Vetements в 2018 году представили на показе черные кожаные таби бутс. А ILYSM, основанный экс-дизайнером Yeezy Сарой Харамильо, выпускают яркие и необычные модели таби в броских цветовых решениях. Также среди брендов, использующих силуэт таби, можно отметить сандалии Suicoke, и более технические модификации таби у Maharishi и Abasi Rosborough.  